# YTSニュース
『YTSニュース』（ワイティーエスニュース）は、山形テレビで放送されているローカルニュース番組（スポットニュース）である。

## 放送時間
2022年9月現在
- 月曜日 - 金曜日 11:40 - 11:45（『大下容子ワイド!スクランブル』に内含）、19:54 - 20:00
- 土曜日・日曜日 17:30 - 17:55（『スーパーJチャンネル』に内含）
- 土曜日 11:45 - 12:00（『ANNニュース』に内含）、0:00 - 0:05
- 日曜日 11:50 - 12:00（『ANNニュース』に内包）、22:55 - 23:00

### 補足
- 平日昼枠は『YTS・ANNニュース』のタイトルで『大下容子 ワイド!スクランブル』の差込み番組として11:40 - 11:45に放送。なお、『ANNニュース』の部分における11:57 - 12:00のローカル枠は関東ローカルのニュースを差し替え無しでそのまま放送。週末も『ANNニュース』後半の11:54頃にローカル枠に差し替えて放送している。
- 19:54の枠は、近年テレビ朝日系列では通常の時間より2 - 3時間に拡大した特番が組まれることが多くなり、放送される回数が少なくなっている。1993年のANN系列へのネットチェンジ当初は、20:54 - 21:00と23:18 - 23:25に放送していた。なお土曜日・日曜日では、深夜帯に放送されている。
- 週末の夕方は『ANNスーパーJチャンネル』全国ゾーン終了後の17:46頃より放送。かつてローカル枠は、『スーパーJチャンネル YTSニュース』のタイトルで放送していた。

## FNN（フジテレビ）系列時代
- FNN系列時代、『FNNニュース』や『産経テレニュースFNN』では、『YTSニュース』としてタイトルを差し替えて放送していた。ただし、1984年までは『FNNニュース』のタイトルで放送していた時期もあった。
- 1984年10月から1993年3月までは、『FNNスーパータイム』のオープニングタイトルを『YTSニュース』に変えて使用されていた。全国ニュース放送時は、冒頭に『FNN』のタイトルロゴが挿入され、ローカル枠では冒頭の『FNN』のタイトルロゴ部分をカットした形で使用されていた。